# Боромир
Боромир (на английски: Boromir) е един от главните персонажи от романа на Джон Роналд Руел Толкин „Властелинът на пръстените“. Най-голям син на наместника на Гондор Денетор II и съпругата му Финдуилас, брат на Фарамир.
Боромир е главнокомандващ на войските на Гондор и отблъсква орките на Саурон от Осгилиат. Следвайки пророчески сън, който му се присънва на него и на Фарамир, Боромир отива да потърси съвет от Елронд в Ломидол, за да бъде разгадан съня. Оттук на 25 декември 3018 г. той заминава със Задругата на Пръстена на изток. Когато Задругата достига Амон Хен Боромир бива изкушен от Пръстена и безуспешно се опитва да го отнеме от Фродо Бегинс, предизвиквайки решението на Фродо да избяга от групата и да продължи сам към Мордор.
Малко по-късно Боромир загива, защитавайки хобитите Мери и Пипин от ненадейно нападение на орки в горите в подножието на Амон Хен, на 26 февруари 3019 г.

## Името
Приложение F към романа „Властелинът на пръстените“ говори за това, че Боромир е назован в чест на Боромир от Ладрос — герой от Първата епоха на Средната земя.

## Екранизация
В екранизацията на романа, в ролята на Боромир се превъплъщава британския актьор Шон Бийн.